# 마쓰자와 고키
마쓰자와 고키(일본어: 松澤 香輝, 1992년 4월 3일 ~ )는 일본의 축구 선수이다.

## 구단 경력
2015년 J1리그의 비셀 고베에 입단하였다. 2017년 J2리그의 도쿠시마 보르티스로 이적했다. 2023년 베갈타 센다이로 이적했다.

## 국가대표팀 경력
그는 2009년 FIFA U-17 월드컵에 참가할 일본 U-17 국가대표팀에 발탁되었다.